# Перри, Лила Кэбот
Лидия Кэбот Перри (более известная как Лила Кэбот Перри, англ. Lilla Cabot Perry; 13 января 1848, Бостон — 28 февраля 1933, Хэнкок, Нью-Гэмпшир) — американская художница-импрессионист.

## Биография
Лидия родилась 13 января 1848 года в семье известного бостонского хирурга, доктора Кэбота. В семье девочку называли Лила. Родители её вели светский образ жизни и поддерживали дружеские отношения с такими деятелями культуры, как Ральф У. Эмерсон, Луиза М. Олкотт, Джеймс Р. Лоуэлл. Кэбот получила блестящее классическое образование, изучала литературу, языки и музыку. В годы Гражданской войны в США её родители-аболиционисты активно помогали северянам.
В 1874 году Кэбот выходит замуж за профессора английской литературы из Гарварда Томаса Перри, племянника коммодора ВМС США Мэтью К. Перри и родила в этом браке троих дочерей. Заниматься живописью Л. К. Перри начала уже после замужества и рождения детей. Некоторое время провела в Японии и во Франции, где много рисовала. После знакомства с Клодом Моне, состоявшимся в 1894 году, художница резко меняет свой стиль и технику изображения. Из прочих жанров Лидия Перри отдавала предпочтение пейзажной живописи.
Умерла 28 февраля 1933 года в Хэнкоке, штат Нью-Гэмпшир. Похоронена на городском кладбище Norway Plain Cemetery.

## Галерея

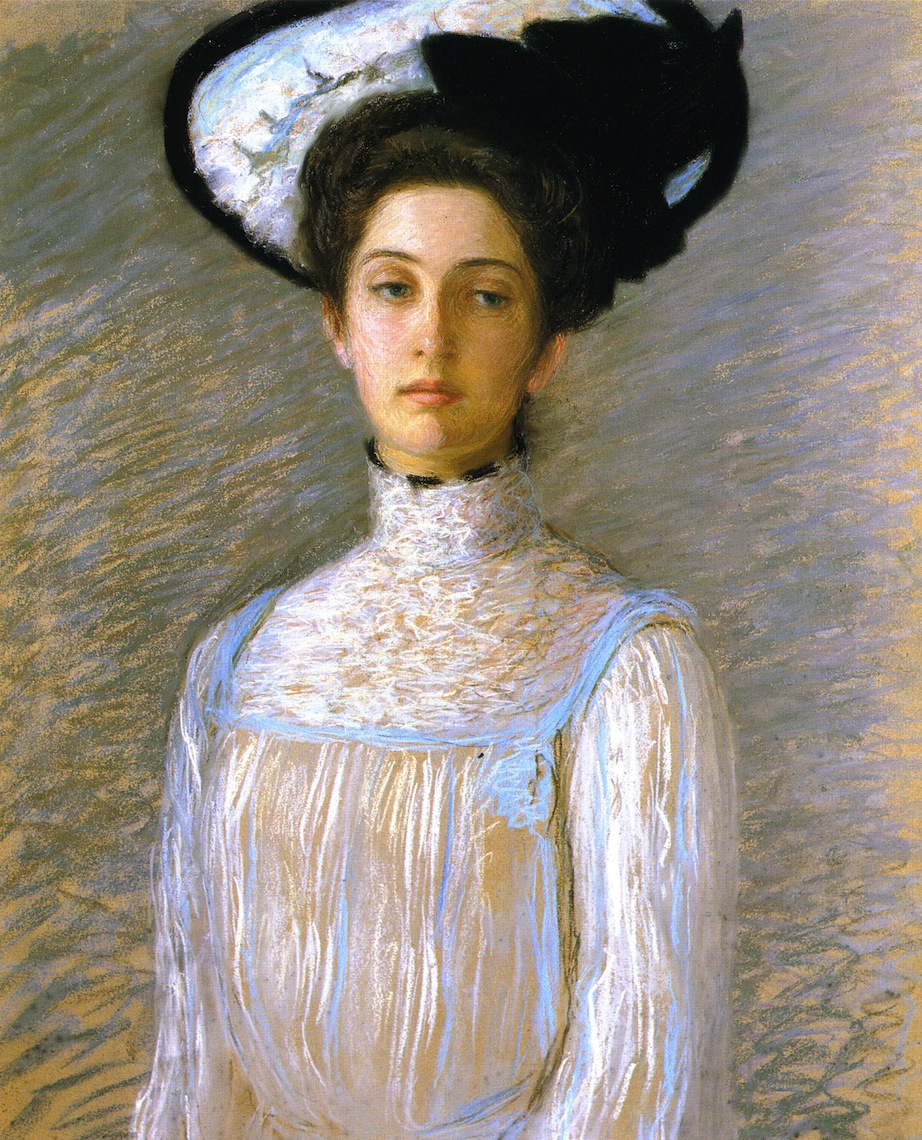
Алиса в белой шляпе
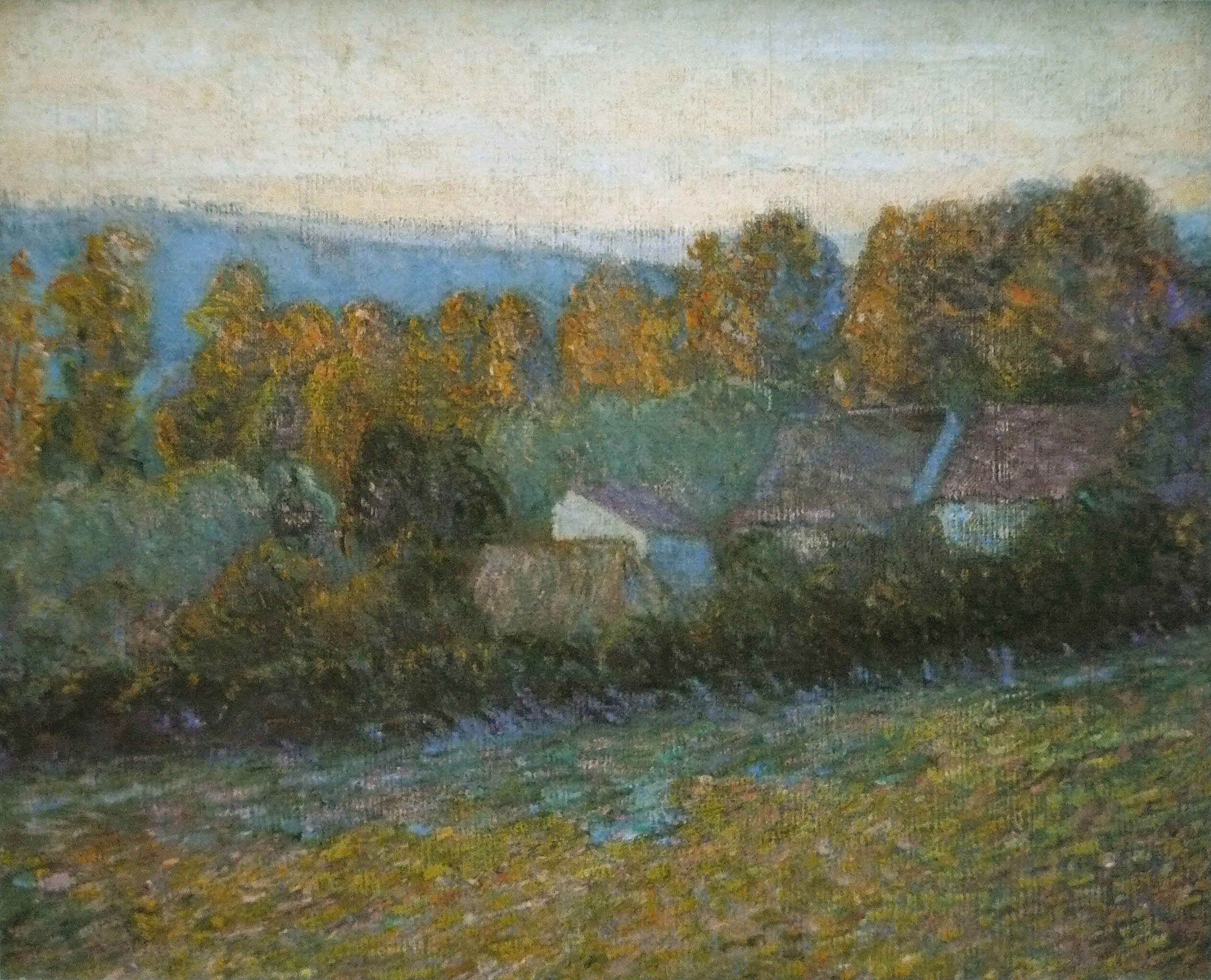
Осенний полдень, Живерни
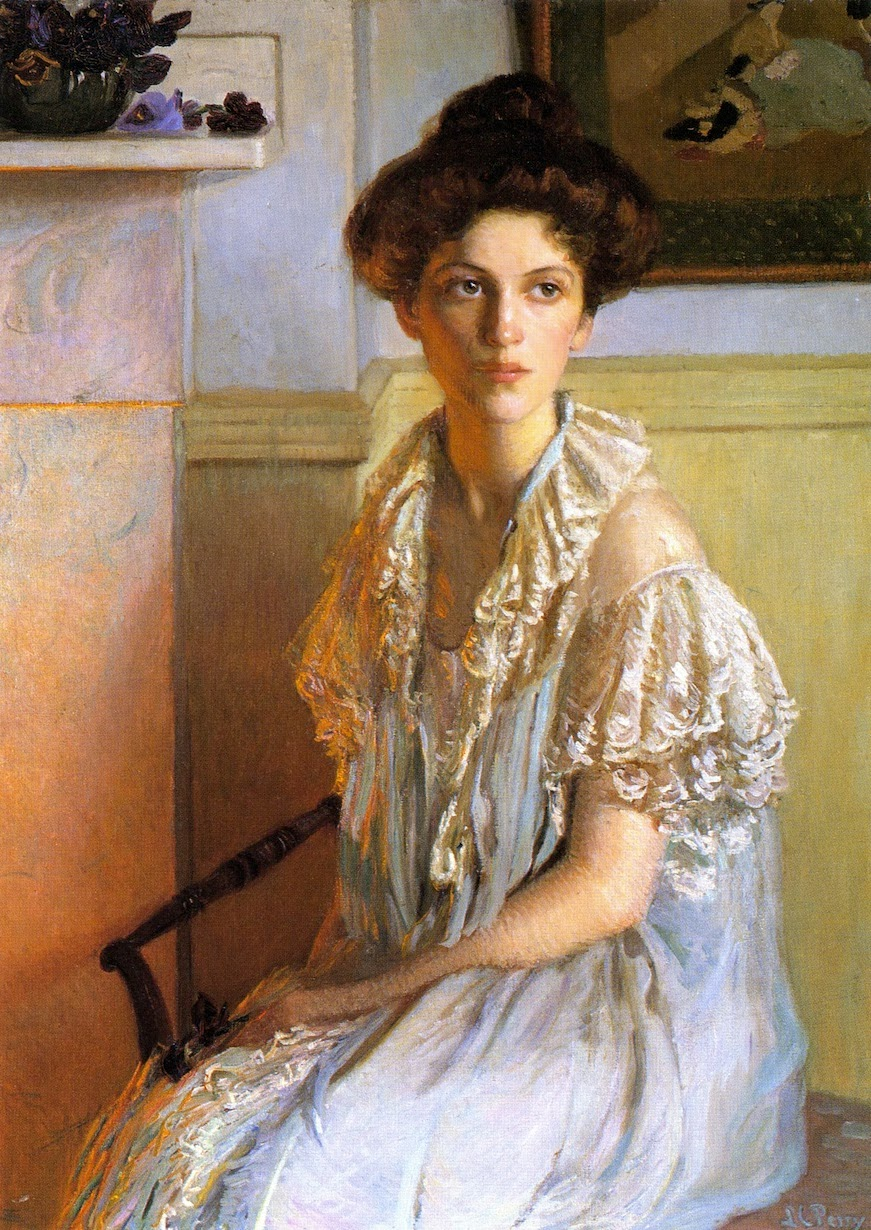
Женщина с вазой фиалок
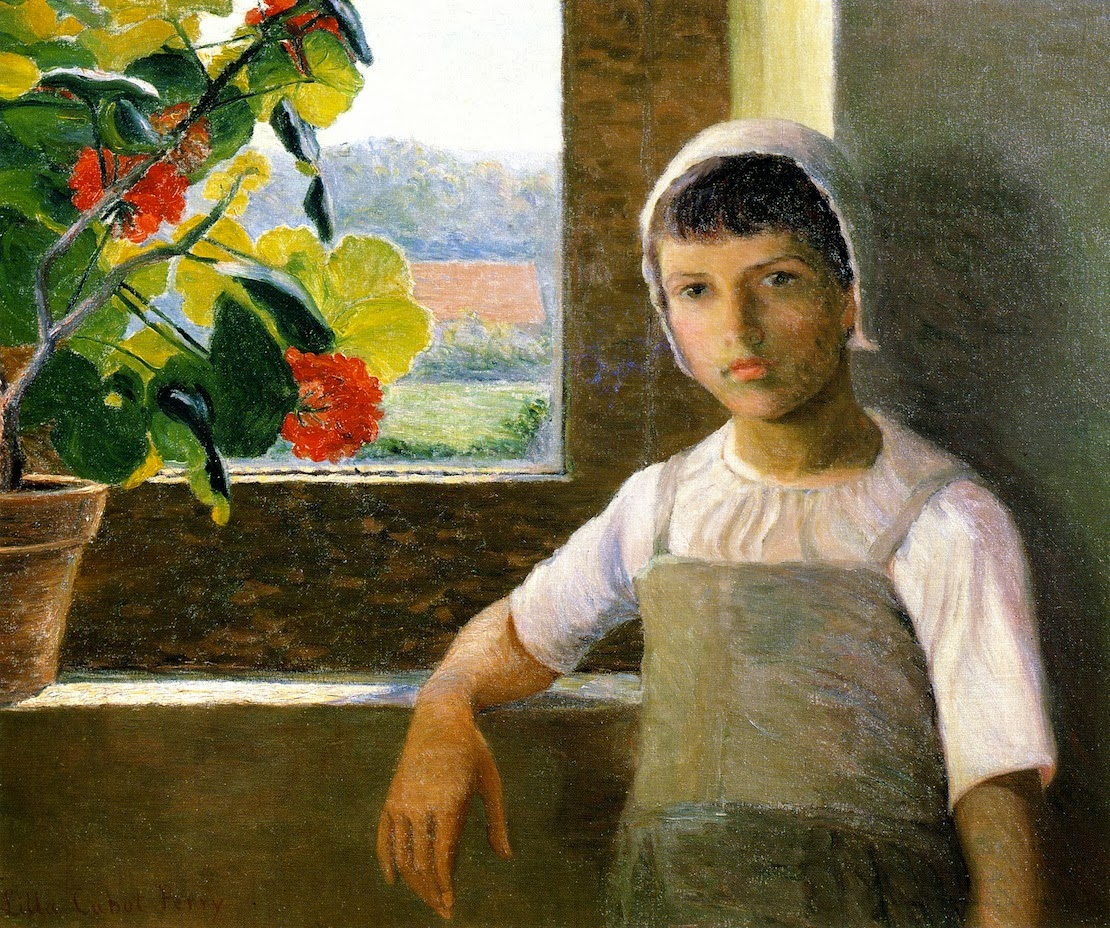
Маленький ангел
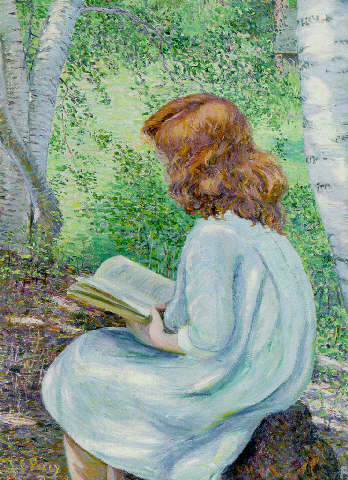
Читающая рыжая девочка
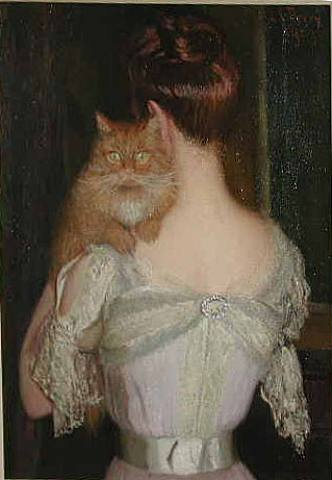
Женщина с кошкой
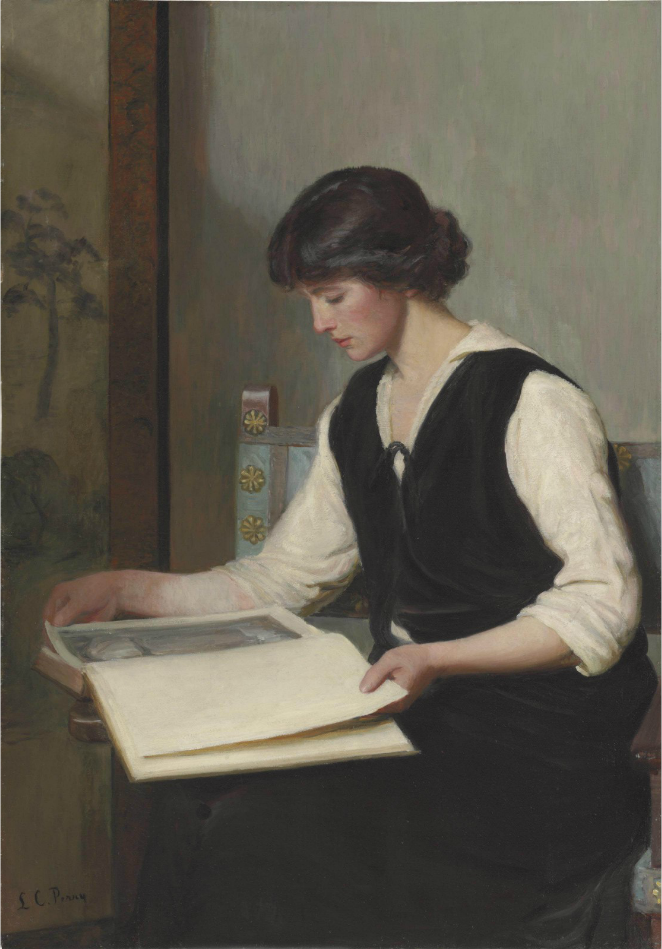
Чтение
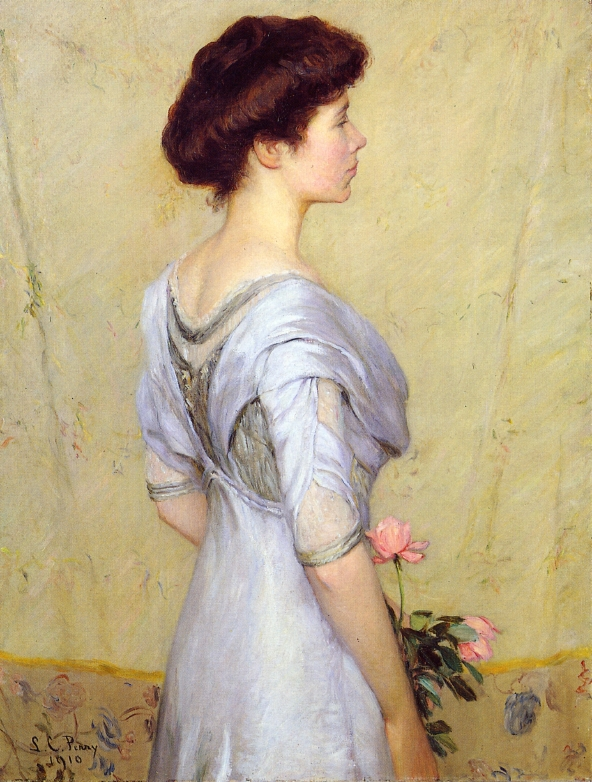
Розовые розы
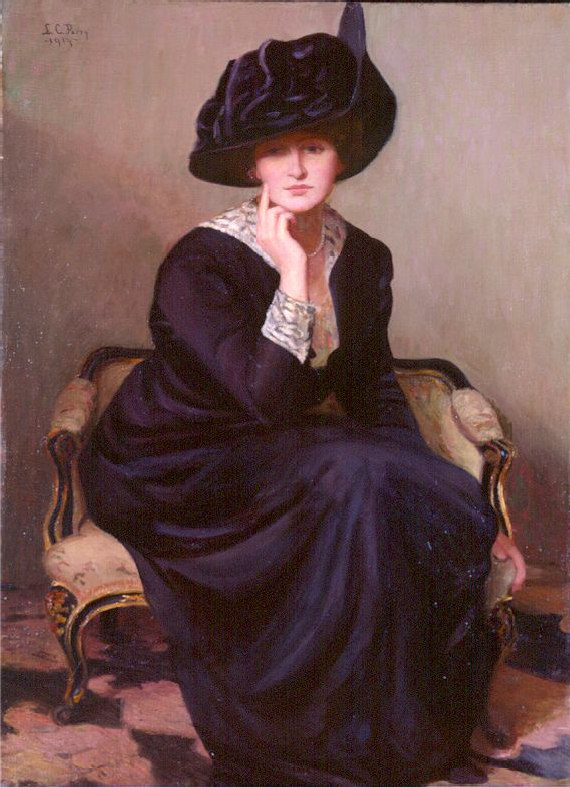
Чёрная шляпа
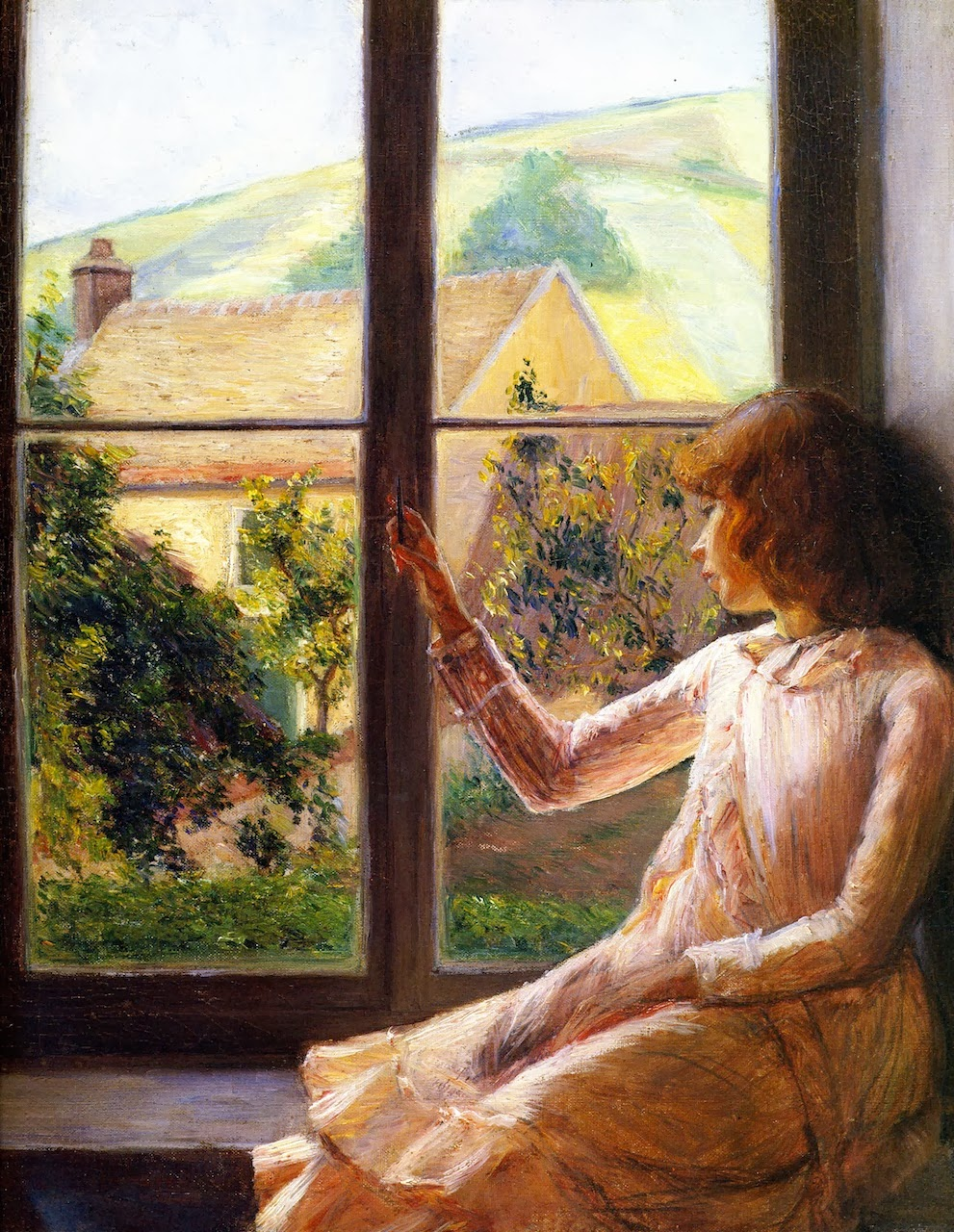
Девочка в окне